# تاريخ ألعاب الفيديو
يَرجع تاريخ ألعاب الفيديو إلى أوائل أنبوب أشعة الكاثود القائم على أنظمة دفاع صاروخية في أواخر الأربعينيات، هذه البرامج في وقت لاحق ترجمت أخرى بسيطة في مباريات خلال الخمسينيات. وبحلول أواخر الخمسينيات والستينيات من خلال المزيد من ألعاب الكمبيوتر وضعت (في الغالب على الحواسيب الرئيسية)، والزيادة التدريجية في التطور والتعقيد. بعد هذه الفترة، وألعاب الفيديو تختلف في مختلف الصفات: الممرات، المعالجة، والألعاب المحمولة في وقت لاحق.
أول لعبة فيديو مجدية تجاريا كانت كمبيوتر الفضاء في عام 1971، التي أسست صناعة ترفيه جديدة في أواخر السبعينيات داخل الولايات المتحدة واليابان وأوروبا.
ومرت عدة حوادث وتحديات لصناعة الألعاب، أول حادثة وقعت في عام 1977 عندما اضطرت الشركات لبيع النظم القديمة البالية في السوق. بعد ستَ سنوات، وقعت حادثة أكبر وأشهر. تسببت في انتشار ألعاب الفيديو في السوق وأدت إلى حدوث انهيار كامل في صناعة الألعاب في جميع أنحاء العالم، وأدت إلى تحول هيمنة السوق من أمريكا الشمالية إلى اليابان بسبب جهود شركة نينتندو ونجاح جهاز الـ NES.
واستمرت الشركات اليابانية في الهيمنة عليها كـ: سيجا وسوني بجهاز بلايستيشن. على الرغم من عدة محاولات تمت عن طريق شركات أمريكا الشمالية وأوروبا، من خلال الجيل الرابع من ألعاب الفيديو، ومشاريع من شأنها الفشل في نهاية المطاف. بقي الوضع كما هو حتى الجيل السادس من ألعاب الفيديو عندما بدأ ظهور أنظمة الألعاب الناجحة من شركات غير يابانية مع شركة مايكروسوفت وجهاز إكس بوكس.
وتعتبر الآن صناعة الألعاب أكثر الصناعات الترفيهية جلبا للأموال في العالم.

## ألعاب الفيديو
أصبحت ألعاب الفيديو الإلكترونية تشكل جزءًا لا يتجزأ من حياة الأطفال والمراهقين والشباب. وبدأت ألعاب الفيديو قبل 30 عامًا بداية بسيطة، تعتمد على الرسوم المتحركة الظريفة، وحققت نجاحاً كبيراً بسبب جاذبيتها وقدرتها على الترفيه والتسلية. حتى وصلت في السنوات الأخيرة إلى مستوى هائل من التطوير التقني، الذي يمزج بين التأثير البصري والصوتي والحركي، والمحاكاة والتفاعل مع الحركة البشرية لاسلكيًا، وأصبح التصوير التلفزيوني ممزوجًا مع الرسوم المتحركة، مما جعل اللاعب يحس بأنه يعيش عالمًا حقيقيًا داخل تلك اللعبة.
أصبحت صناعة ألعاب الفيديو صناعة كبرى، تسيطر على أسواقها بضع شركات أساسية، عبر أجهزتها المتطورة لتشغيل الألعاب. تنوعت وسائل ألعاب الفيديو وتعددت، بين الثابتة والمحمولة، الصغيرة والكبيرة، السلكية واللاسلكية، وكذلك ألعاب الهاتف الجوال بطرازاته وتقنياته وأجياله المختلفة، فضلاً عن اللعب الجماعي عبر الإنترنت مع أناس لا تعرفهم من مختلف أنحاء العالم. وقد أصبحت هناك مئات الشركات الصغيرة والكبيرة التي تنتج الألعاب بمختلف تخصصاتها ومجالاتها، سواءً المخصصة لأطفال ما قبل المدرسة، وحتى تلك الألعاب المخصصة للكبار، المحظور تداولها واللعب بها لمن هم دون 18 عاماً حسب الأنظمة الغربية.